# Antaeotricha
Antaeotricha is een geslacht van vlinders uit de familie van de sikkelmotten (Oecophoridae). De wetenschappelijke naam van het geslacht is voor het eerst geldig gepubliceerd in 1854 door Philipp Christoph Zeller.

## Synoniemen
- Mesoptycha Zeller, 1854
- Brachiloma Clemens, 1863
- Harpalyce Chambers, 1880
- Aedemoses Walsingham, 1912

## Soorten
- A. acrobapta Meyrick, 1933
- A. acrograpta Meyrick, 1915
- A. acronephela Meyrick, 1915
- A. addon Busck, 1911
- A. adjunctella Walker, 1864
- A. aequabilis Meyrick, 1916
- A. aglypta Meyrick, 1925
- A. albifrons Zeller, 1877
- A. albovenosa Zeller, 1877
- A. amicula Zeller, 1877
- A. ampherista Meyrick, 1925
- A. amphilyta Meyrick, 1916
- A. amphizyga Meyrick, 1930
- A. anaclintris Meyrick, 1916
- A. annixa Meyrick, 1918
- A. aporodes Meyrick, 1915
- A. arachniotis Meyrick, 1930
- A. arizonensis
- A. arystis Meyrick, 1915
- A. assecta Zeller, 1877
- A. astynoma Meyrick, 1915
- A. axena Meyrick, 1916
- A. baboquivariensis Ferris, 2013
- A. balanocentra Meyrick, 1915
- A. ballista Meyrick, 1916
- A. basilaris Busck, 1914
- A. basimacula Möschler, 1881
- A. biarcuata Meyrick, 1926
- A. bicolor Zeller, 1839
- A. binubila Zeller, 1854
- A. bipupillata Meyrick, 1930
- A. brachysaris Meyrick, 1916
- A. brochota Meyrick, 1915
- A. camarina Meyrick, 1915
- A. campylodes Meyrick, 1916
- A. cantharitis Meyrick, 1916
- A. caprimulga Walsingham, 1912
- A. capsulata Meyrick, 1918
- A. carabophanes Meyrick, 1932
- A. carphitis Meyrick, 1912
- A. cathagnista Meyrick, 1925
- A. catharactis Meyrick, 1930
- A. cedroxyla Meyrick, 1930
- A. celidotis Meyrick, 1925
- A. cenotes Walsingham, 1912
- A. ceratistes Walsingham, 1912
- A. cicadella (Sepp, 1852)
- A. cleopatra Meyrick, 1925
- A. clivosa Meyrick, 1918
- A. compsographa Meyrick, 1916
- A. confixella Walker, 1864
- A. congelata Meyrick, 1926
- A. copromima Meyrick, 1930
- A. coriodes Meyrick, 1915
- A. corvigera Meyrick, 1915
- A. corvula Meyrick, 1912
- A. cosmoterma Meyrick, 1930
- A. costatella Walker, 1864
- A. cryeropis Meyrick, 1926
- A. cyclobasis Meyrick, 1930
- A. cycnomorpha Meyrick, 1925
- A. cynopis Meyrick, 1915
- A. cyprodeta Meyrick, 1930
- A. chalastis Meyrick, 1915
- A. chelobathra Meyrick, 1916
- A. christocoma Meyrick, 1915
- A. decorosella Busck, 1908
- A. deltopis Meyrick, 1915
- A. demas Busck, 1911
- A. demotica Walsingham, 1912
- A. deridens Meyrick, 1925
- A. diffracta Meyrick, 1916
- A. diplarcha Meyrick, 1915
- A. diplophaea Meyrick, 1916
- A. discalis Busck, 1914
- A. discolor Walsingham, 1912
- A. dissimilis Kearfott, 1911
- A. duckworthi Ferris, 2013
- A. dynastis Meyrick, 1915
- A. emollita Meyrick, 1926
- A. encyclia Meyrick, 1915
- A. enodata Meyrick, 1916
- A. epignampta Meyrick, 1915
- A. episimbla Meyrick, 1915
- A. ergates Walsingham, 1913
- A. eucoma Meyrick, 1925
- A. euthrinca Meyrick, 1915
- A. excisa Meyrick, 1916
- A. extenta Busck, 1920
- A. exusta Meyrick, 1916
- A. fasciatum Busck, 1911
- A. fascicularis Zeller, 1854
- A. fractilinea Walsingham, 1912
- A. frontalis Zeller, 1855
- A. fulta Meyrick, 1926
- A. fumifica Walsingham, 1912
- A. fumipennis Busck, 1914
- A. furcata Walsingham, 1889
- A. fuscorectangulata Duckworth, 1964
- A. generatrix Meyrick, 1926
- A. glaciata Meyrick, 1909
- A. glycerostoma Meyrick, 1915
- A. gravescens Meyrick, 1926
- A. griseana Fabricius, 1794
- A. griseanomina Busck, 1935
- A. gubernatrix Meyrick, 1925
- A. gymnolopha Meyrick, 1925
- A. haesitans Walsingham, 1912
- A. haplocentra Meyrick, 1925
- A. hapsicora Meyrick, 1915
- A. harpobathra Meyrick, 1916
- A. helicias Meyrick, 1916
- A. hemibathra Meyrick, 1932
- A. hemiscia Walsingham, 1912
- A. hemitephras Meyrick, 1930
- A. himaea Meyrick, 1916
- A. homologa Meyrick, 1915
- A. humilis Zeller, 1855
- A. hydrophora Meyrick, 1925
- A. ianthina Walsingham, 1913
- A. illepida Meyrick, 1916
- A. immota Meyrick, 1916
- A. incompleta Meyrick, 1932
- A. incongrua Meyrick, 1932
- A. incrassata Meyrick, 1916
- A. inquinula Zeller, 1854
- A. insimulata Meyrick, 1926
- A. iopetra Meyrick, 1932
- A. iras Meyrick, 1926
- A. irene Barnes & Busck, 1920
- A. isoporphyra Meyrick, 1932
- A. isotona Meyrick, 1932
- A. ithytona Meyrick, 1929
- A. lampyridella Busck, 1914
- A. lathiptila Meyrick, 1915

- A. laudata Meyrick, 1916
- A. lebetias Meyrick, 1915
- A. lecithaula Meyrick, 1915
- A. leucillana Zeller, 1854
- A. lignicolor Zeller, 1877
- A. lindseyi Barnes & Busck, 1920
- A. lunimaculata Dognin, 1913
- A. lysimeris Meyrick, 1915
- A. machetes Walsingham, 1912
- A. malachita Meyrick, 1915
- A. manzanitae Keifer, 1937
- A. marmorea Felder, 1875
- A. melanarma Meyrick, 1916
- A. mentigera Meyrick, 1926
- A. mesostrota Meyrick, 1911
- A. milictis Meyrick, 1925
- A. mitratella Busck, 1914
- A. monoclona Meyrick, 1932
- A. nerteropa Meyrick, 1915
- A. neurographa Meyrick, 1922
- A. neurotona Meyrick, 1915
- A. nictitans Zeller, 1854
- A. nimbata Meyrick, 1925
- A. nitescens Meyrick, 1925
- A. nitrota Meyrick, 1916
- A. nuclearis Meyrick, 1913
- A. ocellifer Walsingham, 1912
- A. orthophaea Meyrick, 1930
- A. orthotona Meyrick, 1916
- A. orthriopa Meyrick, 1925
- A. osseella Walsingham, 1889
- A. ovata Walsingham, 1881
- A. ovatella Walker, 1864
- A. oxycentra Meyrick, 1916
- A. oxydecta Meyrick, 1915
- A. pactota Meyrick, 1915
- A. palaestrias Meyrick, 1916
- A. pallulella Busck, 1914
- A. paracrypta Meyrick, 1915
- A. parastis Klunder van Gijen, 1913
- A. pellocoma Meyrick, 1915
- A. percnogona Meyrick, 1925
- A. perfusa Meyrick, 1916
- A. phaeosaris Meyrick, 1915
- A. phryactis Meyrick, 1925
- A. plagosa Zeller, 1877
- A. platydesma Meyrick, 1915
- A. plerotis Meyrick, 1925
- A. plumosa Busck, 1914
- A. praecisa Meyrick, 1912
- A. praerupta Meyrick, 1915
- A. protosaris Meyrick, 1915
- A. pseudochyta Meyrick, 1915
- A. ptilocrates Meyrick, 1932
- A. ptycta Walsingham, 1912
- A. pumilis Busck, 1914
- A. purulenta Zeller, 1877
- A. quatiens Meyrick, 1930
- A. radicalis Zeller, 1877
- A. radicicola Meyrick, 1930
- A. raricilia Meyrick, 1930
- A. reciprocella Walker, 1864
- A. reductella Walker, 1864
- A. refractrix Meyrick, 1930
- A. renselariana Stoll, 1781
- A. reprehensa Meyrick, 1926
- A. resiliens Meyrick, 1925
- A. ribbei Zeller, 1877
- A. sagax Busck, 1914
- A. sana Meyrick, 1926
- A. sarcinata Meyrick, 1918
- A. sardania Meyrick, 1925
- A. schlaegeri Zeller, 1854
- A. sellifera Meyrick, 1925
- A. semicinerea Zeller, 1877
- A. semiovata Meyrick, 1926
- A. serangodes Meyrick, 1915
- A. serarcha Meyrick, 1930
- A. similis Busck, 1911
- A. smileuta Meyrick, 1915
- A. sortifera Meyrick, 1930
- A. sparganota Meyrick, 1915
- A. spermolitha Meyrick, 1915
- A. spurca Zeller, 1855
- A. staurota Meyrick, 1916
- A. stenobathra Meyrick, 1932
- A. stringens Meyrick, 1925
- A. substricta Meyrick, 1918
- A. suffumigata
- A. superciliosa Meyrick, 1918
- A. synercta Meyrick, 1925
- A. tanysta Meyrick, 1915
- A. teleosema Meyrick, 1925
- A. thalamobathra Meyrick, 1932
- A. thammii Zeller, 1877
- A. thapsinopa Meyrick, 1916
- A. theoretica Meyrick, 1932
- A. thesmophora Meyrick, 1915
- A. thomasi Barnes & Busck, 1920
- A. tibialis Zeller, 1877
- A. tornogramma Meyrick, 1925
- A. tractrix Meyrick, 1925
- A. trichonota Meyrick, 1926
- A. triplintha Meyrick, 1916
- A. trisecta Walsingham, 1912
- A. trisinuata Meyrick, 1930
- A. tritogramma Meyrick, 1925
- A. trivallata Meyrick, 1934
- A. trochoscia Meyrick, 1915
- A. umbratella Walker, 1864
- A. unipunctella Clemens, 1863
- A. utahensis Ferris, 2012
- A. vacata Meyrick, 1925
- A. vanatum Busck, 1911
- A. venezuelensis Amsel, 1956
- A. vestalis Zeller, 1873
- A. virens (Meyrick, 1911)
- A. vivax Busck, 1914
- A. walchiana (Stoll, 1781)
- A. xanthoptila Meyrick, 1912
- A. xuthosaris Meyrick, 1925
- A. xylocosma Meyrick, 1916
- A. zelotes Walsingham, 1912
- A. zelleri Walsingham & Durrant, 1896